# Agrion armé
Coenagrion armatum
Espèce
Statut de conservation UICN

 LC  : Préoccupation mineure
Coenagrion armatum, l'agrion armé, est une espèce d'insectes odonates zygoptères (les demoiselles) de la famille des Coenagrionidae.
Synonyme
- Agrion armatum Charpentier, 1840

## Distribution
Cet agrion se rencontre en Europe du Nord et de l'Est, où il vit souvent dans les tourbières.

## Description
Le corps de l'agrion armé mesure de 36 à 44 millimètres. Les mâles ont l'abdomen et le thorax noir et bleu. Les cerques des mâles sont étonnamment grands.
Il ne faut pas confondre cette espèce avec Nehalennia speciosa (la « déesse précieuse ») ou Erythromma najas (la « naïade aux yeux rouges »), qui ont un physique très proche.